# Хромат ртути(I)
Хромат ртути(I) — неорганическое соединение,
соль ртути и  хромовой кислоты
с формулой Hg2CrO4,
красные кристаллы,
не растворяется в воде.

## Получение
- Спекание оксида ртути(I) и оксида хрома(VI):

{\displaystyle {\mathsf {Hg_{2}O+CrO_{3}\ {\xrightarrow {T}}\ Hg_{2}CrO_{4}}}}
- Обменная реакция нитрата ртути(I) и хромата калия:

{\displaystyle {\mathsf {Hg_{2}(NO_{3})_{2}+K_{2}CrO_{4}\ {\xrightarrow {}}\ Hg_{2}CrO_{4}\downarrow +2KNO_{3}}}}

## Физические свойства
Хромат ртути(I) образует красные кристаллы.
Не растворяется в воде, р ПР = 8,7.

## Химические свойства
- Разлагается при нагревании:

{\displaystyle {\mathsf {4Hg_{2}CrO_{4}\ {\xrightarrow {400^{o}C}}\ 2HgCr_{2}O_{4}+6HgO+O_{2}}}}

## Применение
- Пигмент для керамики.